# Knoll and Bassett House
Knoll and Bassett House var en civil parish 1858–1909 när det uppgick i Thurlaston i grevskapet Leicestershire i England. Civil parish var belägen 11 km från Leicester och hade 23 invånare år 1901.